# اولاد رفع
اولاد رفع یک منطقهٔ مسکونی در الجزایر است که در ناحیه أولاد خضیر واقع شده‌است. اولاد رفع ۳۵۶ متر بالاتر از سطح دریا واقع شده‌است.